# Pietro Boglioni
Pietro Boglioni (1937 - 30 avril 2011,) est un universitaire italien professeur titulaire du département d'histoire de l'Université de Montréal. 

## Biographie
Pietro Boglioni a effectué la majeure partie de ses études en Italie, à Bologne et à Rome. Il a complété sa maîtrise en études médiévales à l'Université de Montréal en 1965, puis a effectué son doctorat à l'Université pontificale Saint-Thomas-d'Aquin à Rome. Son Ph.D en histoire du christianisme ayant pour sujet Miracle et merveilleux religieux chez Grégoire le Grand. Théories et thèmes fut complété en 1971. 
Pietro Boglioni s’intéresse depuis à l’anthropologie religieuse médiévale, à l’hagiographie et aux miracles, étudiés avec une rigueur historique remarquable. En tant que professeur, les cours qu'il donne sont notamment Histoire du Moyen Âge occidental et Histoire des croisades.

## Le Code Boglioni
L'une des œuvres de Boglioni n'étant pas passée inaperçue est Le Da Vinci Code : le roman, l'histoire, les questions. Dans cet ouvrage, Boglioni livre une critique de l'œuvre de Dan Brown. Selon plusieurs critiques, le travail de Boglioni est certainement l'un des meilleurs essais critiques sur le phénomène, un travail nuancé d'une objectivité rigoureuse. 
L'auteur structure son argumentation en trois temps. En premier lieu, il démontre qu'il n'y a pratiquement rien à retenir de l'œuvre de Brown en ce qui a trait à la véracité historique. Dan Brown façonne l'histoire, il la modifie afin de mieux l'imbriquer à son roman. 
En deuxième lieu, Boglioni insiste sur le fait que Brown n'est ni un menteur, ni un historien malhonnête, mais d'abord et avant tout un romancier. « Le Da Vinci Code n'est pas une histoire vraie racontée comme un roman, mais un roman raconté comme une histoire vraie », écrit-il. Toujours selon Boglioni, Brown incite plutôt le lecteur à demeurer sceptique face à ses écrits, voire à y déceler de l'humour.  
En troisième lieu, Boglioni démontre que malgré les bases historiques fragiles du roman, les questions qui y sont soulevées sont toujours d'actualité, comme le prouve la condamnation systématique de l'œuvre par les autorités religieuses. Le roman n'a pas semé de doute religieux chez le lecteur, poursuit Boglioni, il a seulement fait ressurgir des doutes qui étaient enfouis quelque part en lui.  

## Publications
- Pietro Boglioni, Le Da Vinci code : le roman, l'histoire, les questions, Montréal, Médiaspaul, coll. « Notre temps » (no 64), 2006, 201 p. (ISBN 2-89420-693-3, lire en ligne), p. 62-66.